# John William Polidori
John William Polidori (Londres; 7 de septiembre de 1795 - 24 de agosto de 1821) fue un médico y escritor inglés que con su relato El vampiro creó el arquetipo del vampiro romántico.

## Biografía
Polidori nació en Londres en 1795, hijo de Gaetano Polidori, un emigrante político italiano, y Anna Maria Pierce, institutriz irlandesa. Fue el mayor de tres hermanos y cuatro hermanas. Recibió una formación científica y humanística muy esmerada. Con 16 años empezó sus estudios de Medicina en la Universidad de Edimburgo y a los 19 leyó su tesis de licenciatura, lo que da idea de lo aplicado que era como alumno. Sin embargo, su verdadero afán fue destacar en el campo de las letras y labrarse una carrera literaria como la de sus autores más admirados.
La oportunidad llegó cuando trabó contacto con el ya famoso y escandaloso Lord Byron. Este necesitaba un médico personal para su próximo viaje por Europa y un doctor amigo le recomendó a Polidori. Lord Byron quedó encandilado inmediatamente del joven médico y lo contrató. Así se inició el periodo más intenso, pero también más desgraciado, de la corta biografía de John Polidori. Este llevó durante el trayecto por Europa un diario donde iba recogiendo todas las incidencias del viaje. Algunas entradas del diario reflejan la vida bastante burguesa de la pareja de ingleses, aunque no se vislumbra una relación muy cercana, íntima, de verdaderos amigos entre el poeta y el médico. De hecho, otros testigos dan fe de que tras el acercamiento inicial, Byron se burlaba abiertamente de su joven médico, de su capacidad como profesional de la medicina, pero sobre todo, de sus intentos por emular al insigne poeta y criticó públicamente las piezas de teatro que Polidori escribió.
Instalados durante una temporada en Suiza, fue en Ginebra, el 17 de junio de 1816, donde tuvo lugar el famoso incidente que propició el nacimiento de una de las novelas de terror más aclamadas de la literatura universal, Frankenstein, de Mary Shelley. En el verano de ese año, Byron y Polidori recibían asiduamente al poeta Percy Shelley a su futura esposa, Mary Wollstonecraft Godwin, y su hermanastra, Claire Clairmont, en la Villa Diodati, la cual había sido alquilada por el Lord durante el verano. Byron propuso que cada uno de ellos escribiera una novela terrorífica. Si bien Shelley y Byron alcanzaron apenas a realizar simples esbozos de historias, Mary Shelley y el «pobre Polidori», como solían llamarlo Byron y la misma Mary, consiguieron finalizar sus respectivos proyectos, iniciados en esa noche aunque publicados más tarde. La desgracia de John Polidori es que su obra, Ernestus Berchtold o el moderno Edipo, queda bastante ensombrecida por la de Mary Shelley, Frankenstein o el moderno Prometeo.
No se sabe a ciencia cierta por qué la relación entre Byron y Polidori se resquebrajó y terminó por disolverse. Se presume que Byron no quiso contarlo más entre sus allegados.
Polidori publicó algunos poemas que pasaron sin pena ni gloria (como La caída de los ángeles, poema ambicioso) y sólo su relato El vampiro, publicado en principio sin su autorización ni conocimiento, logró el aplauso del público, tras cierto escándalo originado por la adjudicación de su autoría. En este relato, la figura del vampiro recoge algunos rasgos del poeta Byron, reconocibles por los lectores de la época. 
En 1821, Polidori se suicidó  tomando ácido prúsico. La familia, para evitar el escándalo, borró todas las pruebas del suicidio.
Su hermana María se casó con Gabriele Rossetti y tuvo una importante descendencia artística: Dante Gabriel Rossetti, Christina Georgina Rossetti, William Rossetti y María Rossetti. William fue una especie de compilador de los diarios de su tío y de todos los escritos de sus dos hermanos, Christina fue una poetisa apasionada que vivió signada por la pobreza y por tanto no pudo desvelarse en todo su esplendor y Dante Gabriel es el padre del movimiento prerrafaelista.

## En el cine
En 1986, Timothy Spall interpreta a Polidori en la película Gothic, basada en el encuentro con Percy y Mary Shelley, Lord Byron y Claire del verano de 1816 en Villa Diodati.
En 1988, es interpretado por José Luis Gómez en la película Remando al viento, de Gonzalo Suárez.
En 2017, es interpretado por Ben Hardy en la película Mary Shelley, de Haifaa al-Mansour.